# Jasionów (Olszówka)
Jasionów – przysiółek wsi Olszówka w Polsce, położony w województwie małopolskim, w powiecie limanowskim, w gminie Mszana Dolna.
W latach 1975–1998 przysiółek administracyjnie należał do województwa nowosądeckiego.
| Nieoficjalne części przysiółka | Kubice, Fudale, Fadalówka, Kusiaki, Pitki, Chyce |